# Перечень внутренних водных путей России
Перечень внутренних водных путей России — утверждённый и регулярно обновляемый правительством России документ, содержащий список всех внутренних водных путей Российской федерации: судоходных рек, каналов, озёр и так далее. Создание подобного перечня предусмотрено статьёй 7 Кодекса внутренних водных путей.
Согласно законам Российской Федерации, все водные пути находятся в федеральной собственности и используются любыми юридическими и физическими лицами.